# Венко Марковски
Вениамин (Венко) Миланов Тошев е български и македонски писател, основоположник на македонската литература, останал известен с псевдонима Венко Марковски, даден му от Теодор Траянов. Войнстващ македонист от 1941 година, по-късно Марковски се връща към българщината и става ярък критик на методите, с които се изгражда македонската нация в Социалистическа република Македония. Той е академик на БАН от 1979 г. и народен деятел на културата.

## Биография
Марковски е роден на 5 март 1915 година в град Скопие, тогава в Кралство Сърбия, в семейството на Милан Тошев Марков от велешкото село Новачани и Люба Чочкова от град Велес. Сестра му Параскева Тошева е сред основателките на Тайната културно-просветна организация на македонските българки. Фолклористът и общественикът Коста Църнушанов пише за „железния български дух“ на фамилията, за по-голямата сестра Параскева, свързана с ВМРО, за влиянието на Иван Вазов, Петко Славейков, Пейо Яворов, Кирил Христов, сборника на братя Миладинови върху младия Марковски. Венко Марковски активно се занимава и със събиране на български народни песни.
Венко Марковски израства като българин. Националното му съзнание остава непроменено и от факта, че учи в сръбско училище (тогава във Вардарска Македония други училища няма). По това време българите във Вардарска Македония са подложени на асимилация в Кралство Югославия. Българите са обявени за сърби от официалната пропаганда.
В 1934 година е арестуван и изключен от сръбската гимназия за противодържавна дейност.
Младият Венко събужда подозренията на властите и през 1937 г., след като известно време се крие в Белград, той пристига в България. Учи славянска филология в Софийския университет.
Още с идването си в София, младият поет е забелязан от македонската българска емиграция, а в списанието „Илюстрация Илинден“ са отпечатани негови стихове – те са написани както на родния му диалект, така и на литературен български език. Отзивите за творбите на Венко Марковски са добри. Високо е отличена творбата „Акорди на вечността. Данте Алигиери“ (сонетен венец). Теодор Траянов отбелязва, че „...сонетният венец на младия Венко Марковски е наистина едно голямо поетическо постижение...“ Този успешен дебют е последван от първата книга на поета, „Народни бигори“ (1938 г.), чийто предговор е написан от академик Стефан Младенов, който споменава „...българското открай време Скопие ни дава един поет, който пише еднакво свободно и на своя роден южно-скопско-велешки говор, и на общобългарския литературен език.“ Поезията на Марковски се посреща позитивно и в левите среди. През 1939 година Тодор Павлов пише очерк за него с приложени критики и мнения от други автори.
В 1941 година става член на БКП.
Поради увлеченията си по марксизма, Венко Марковски попада под влияние на идеите на македонизма. Както споделя самия Марковски, той сам изпитва върху себе си „... експеримента как от българин се прави македонец. От Скопие дойдох българин, в София станах македонец...“ От 1941 година нататък той сам убеждава стотици, а чрез творчеството си и хиляди македонски българи, че не са българи... Заедно с много тогавашни български комунисти критикува „великобългарския империализъм“ и „българската буржоазия“. На такива позиции е Венко Марковски в лагерите, където е изпратен като опасен за сигурността на българската държава комунистически функционер. От 1941 до 1943 година е в Гонда вода, Кръстополе и в Софийския централен затвор. Бяга от затвора и се присъединява към партизаните във Вардарска Македония.
Марковски се включва в изграждането на новата югославска република Македония. От 1945 до 1949 е народен представител в Скупщината в Белград и пратеник в Народното събрание на Народна република Македония.
Години по-късно Венко Марковски променя позициите си:
От един народ създадохме ний два народа. От език един направихме езика два.
В името на истината бранехме заблуди. Стар ярем разбивахме. Ковехме нов хомот.
На България без жал делехме небосвода. Хвърляхме позор на майка с майчински слова...
(„Предания заветни“, песен втора)
Независимо че в Скопие е имал високо обществено положение, че е можел да има още по-високо в перспектива, Венко Марковски се отказва да поддържа тезата на македонизма, тъй като не може да приеме бруталния дух, който „... в Повардарието владей“. Преследванията, арестите и изтезанията над невинни хора, обвинявани от новата власт, че са „бугараши“ и „фашисти“; насилието над истината за исторически събития, процеси, личности... Просветлението за поета настъпва именно чрез словото, езика, азбуката... Марковски участва в заседанията на АСНОМ и в комисиите, работещи за създаването на македонския литературен език и в кодифицирането на новия език чрез новата македонска азбука. Буквата „Ъ“ (ер голям), за която Марковски се бори в езиковата комисия, изработваща „македонска азбука“, е отхвърлена от Централния комитет на Югославската комунистическа партия.
Постепенно творецът изпада в изолация, смелите му сатирични стихове срещу новоизлюпените македонски партийни величия му навличат гнева и отмъщението на режима. Верен на комунистическите си разбирания и идеализъм, Марковски не приема разрива на Тито със Сталин, на Югославия със СССР и другите комунистически държави, включително и България.
Заради поемата „Сувремени парадокси“ в 1955 година е осъден и от 1956 до 1961 година лежи в концлагера Голи Оток.
Самият Марковски пише:
| „ | Тази нявгашна земя на чест – сега е стреха на позор нечуван и невиждан геноцид. | “ |

В мемоарна серия на Колумбийския университет в Ню Йорк са публикувани спомените на Венко Марковски за Голи Оток, с което той изненадва управляващите не само в Скопие, но и в самата България. Книгата е преведена на македонски литературен език и издадена в Скопие през 2009 г. Младен Сърбиновски в пиесата „Македонският Фауст“ е пресъздал този момент от биографията на поета в една оригинална сцена – срещата на Марковски с Лазар Колишевски. Със свойственото на своята каста „бащинско“ високомерие партийният ръководител заявява:
| „ | Виж, Марковски, ти си наш човек... Партията уважава твоето творчество и всичко, което си направил за Македония, но не може да преглътне... та дори и когато става въпрос за големия Венко... Имаш и големи грехове, и големи заслуги. Защо продължаваш постарому?... От теб се иска открита самокритика за цялостното ти поведение и за вредите, които си нанесъл на партията, на Македония и на социализма... Придобиваш статут на държавен поет с всичките привилегии: автомобил, шофьор....“ | “ |

Венко Марковски обаче устоява на изкушението, макар то със сигурност е можело да го превърне в „патриарх“ на македонската литература, още повече, че преди лагера (а дори и когато го заклеймяват като „предател“, „враг“ и т.н.) стиховете му владеят сърцата и умовете на младежта. Както докладва на Колишевски една от героините в същата пиеса („Активистката“) „... не можем да отвикнем младите от неговите песни (...), за тях той се е превърнал в мит...“ Но убедеността на властниците, че поетът сам ще разруши мита за себе си и ще поеме отново в „правилната посока“ удрят на камък. Венко Марковски успява да намери убежище отново в България.
През 1965 година Венко Марковски се преселва в България. През 1968 година от СФРЮ в България със семействата си се преселват и неговите син и дъщеря.
Към висините пътят с тръне е покрит.
Голготата се храни с мъки и ридания.
Ликът на истината е с лъжи обвит.
Така започва едно стихотворение на Венко Марковски в книгата „Истината е жестока“ (1968).
„Кръвта вода не става“ показва Венко Марковски именно в стихията му на борец за истината. Повод за написването на книгата е излизането на тритомната т.нар. „История на македонския народ“ (Скопие, 1969), пълен с противоречия основополагащ документ на македонизма въобще.
Заради творчеството му на български език югославските власти го обявяват за предател на македонският народ и през 1975 г. Марковски е под закрилата на българските тайни служби поради наличието на информация за подготовка на убийството му от УДБА.
Според твърдението на северномакедонския композитор Властимир Николовски, мигове преди смъртта си Венко се обърнал недвусмислено към сестра си Дока относно националното си самосъзнание с думите:
| „ | Аз съм Македонец, Македония е моята родина и тя ще живее! Никъде, в нито един документ не съм писал, че съм Българин. | “ |

Тя потвърдила позицията на Марковски в разговора си с друг северномакедонец Георги Марианович:
| „ | Никога не се е самоопределял като Българин! Никога! Па той и се подсмиваше на Филимена, когато в София се опитваше да говори на български! Що се мъчиш, мори жено, говори си както знаеш и умееш, рече той. | “ |

Заради произведенията си, написани на български език, Марковски е обявен за предател на македонската нация и от 1975 г. живее под закрилата на българските тайни служби, тъй като се смята, че се готви убийство от югославската тайна полиция УДБА. Само седем дни преди смъртта си Марковски заявява в интервю за Българската национална телевизия, че етническите македонци и македонският език са плод на заговор на Коминтерна. Венко Марковски умира на 7 януари 1988 г. в София на 72-годишна възраст.
Венко Марковски е баща на писателя Миле Марковски и пианистката Султана Марковска, и е дядо на Игор Марковски и Вени Марковски. Носител на Димитровска награда.

## Награди
- Народен деятел на културата (1967)
- Димитровска награда (1969)
- орден „Георги Димитров“ (1975)
- орден „Народна свобода 1941-1944“
- орден „Кирил и Методий" – I ст.
- „Герой на социалистическия труд“ (1975)[15][16]
- „Герой на Народна република България“ (1985)

## Родословие
|  |  |  |  |                                  |                                  |                                  |                                  |                                  |                                  |                          |                          |                               |                               |                               |                               | Люба Чочкова                  | Люба Чочкова                  | Люба Чочкова             | Люба Чочкова             | Люба Чочкова             | Люба Чочкова             |                  |                  | Милан Тошев Марков      | Милан Тошев Марков      | Милан Тошев Марков      | Милан Тошев Марков      | Милан Тошев Марков      | Милан Тошев Марков      |                    |                    |                            |                            |                            |                            |                            |                            |                       |                       |                           |                           |                           |                           |                           |                           |                |                |                |                |  |  |  |  |  |  |  |  |  |  |  |  |  |  |  |  |  |  |  |  |
|  |  |  |  |                                  |                                  |                                  |                                  |                                  |                                  |                          |                          |                               |                               |                               |                               | Люба Чочкова                  | Люба Чочкова                  | Люба Чочкова             | Люба Чочкова             | Люба Чочкова             | Люба Чочкова             |                  |                  | Милан Тошев Марков      | Милан Тошев Марков      | Милан Тошев Марков      | Милан Тошев Марков      | Милан Тошев Марков      | Милан Тошев Марков      |                    |                    |                            |                            |                            |                            |                            |                            |                       |                       |                           |                           |                           |                           |                           |                           |                |                |                |                |  |  |  |  |  |  |  |  |  |  |  |  |  |  |  |  |  |  |  |  |
|  |  |  |  |                                  |                                  |                                  |                                  |                                  |                                  |                          |                          |                               |                               |                               |                               |                               |                               |                          |                          |                          |                          |                  |                  |                         |                         |                         |                         |                         |                         |                    |                    |                            |                            |                            |                            |                            |                            |                       |                       |                           |                           |                           |                           |                           |                           |                |                |                |                |  |  |  |  |  |  |  |  |  |  |  |  |  |  |  |  |  |  |  |  |
|  |  |  |  |                                  |                                  |                                  |                                  |                                  |                                  |                          |                          |                               |                               |                               |                               |                               |                               |                          |                          |                          |                          |                  |                  |                         |                         |                         |                         |                         |                         |                    |                    |                            |                            |                            |                            |                            |                            |                       |                       |                           |                           |                           |                           |                           |                           |                |                |                |                |  |  |  |  |  |  |  |  |  |  |  |  |  |  |  |  |  |  |  |  |
|  |  |  |  | Филимена Марковска (1920 – 2012) | Филимена Марковска (1920 – 2012) | Филимена Марковска (1920 – 2012) | Филимена Марковска (1920 – 2012) | Филимена Марковска (1920 – 2012) | Филимена Марковска (1920 – 2012) |                          |                          | Венко Марковски (1915 – 1988) | Венко Марковски (1915 – 1988) | Венко Марковски (1915 – 1988) | Венко Марковски (1915 – 1988) | Венко Марковски (1915 – 1988) | Венко Марковски (1915 – 1988) |                          |                          | Параскева Тошева         | Параскева Тошева         | Параскева Тошева | Параскева Тошева | Параскева Тошева        | Параскева Тошева        |                         |                         | Павел Радосавлевич      | Павел Радосавлевич      | Павел Радосавлевич | Павел Радосавлевич | Павел Радосавлевич         | Павел Радосавлевич         |                            |                            | Евдокия (Дока) Тошева      | Евдокия (Дока) Тошева      | Евдокия (Дока) Тошева | Евдокия (Дока) Тошева | Евдокия (Дока) Тошева     | Евдокия (Дока) Тошева     |                           |                           | Блаже Росоклия            | Блаже Росоклия            | Блаже Росоклия | Блаже Росоклия | Блаже Росоклия | Блаже Росоклия |  |  |  |  |  |  |  |  |  |  |  |  |  |  |  |  |  |  |  |  |
|  |  |  |  | Филимена Марковска (1920 – 2012) | Филимена Марковска (1920 – 2012) | Филимена Марковска (1920 – 2012) | Филимена Марковска (1920 – 2012) | Филимена Марковска (1920 – 2012) | Филимена Марковска (1920 – 2012) |                          |                          | Венко Марковски (1915 – 1988) | Венко Марковски (1915 – 1988) | Венко Марковски (1915 – 1988) | Венко Марковски (1915 – 1988) | Венко Марковски (1915 – 1988) | Венко Марковски (1915 – 1988) |                          |                          | Параскева Тошева         | Параскева Тошева         | Параскева Тошева | Параскева Тошева | Параскева Тошева        | Параскева Тошева        |                         |                         | Павел Радосавлевич      | Павел Радосавлевич      | Павел Радосавлевич | Павел Радосавлевич | Павел Радосавлевич         | Павел Радосавлевич         |                            |                            | Евдокия (Дока) Тошева      | Евдокия (Дока) Тошева      | Евдокия (Дока) Тошева | Евдокия (Дока) Тошева | Евдокия (Дока) Тошева     | Евдокия (Дока) Тошева     |                           |                           | Блаже Росоклия            | Блаже Росоклия            | Блаже Росоклия | Блаже Росоклия | Блаже Росоклия | Блаже Росоклия |  |  |  |  |  |  |  |  |  |  |  |  |  |  |  |  |  |  |  |  |
|  |  |  |  |                                  |                                  |                                  |                                  |                                  |                                  |                          |                          |                               |                               |                               |                               |                               |                               |                          |                          |                          |                          |                  |                  |                         |                         |                         |                         |                         |                         |                    |                    |                            |                            |                            |                            |                            |                            |                       |                       |                           |                           |                           |                           |                           |                           |                |                |                |                |  |  |  |  |  |  |  |  |  |  |  |  |  |  |  |  |  |  |  |  |
|  |  |  |  |                                  |                                  |                                  |                                  |                                  |                                  |                          |                          |                               |                               |                               |                               |                               |                               |                          |                          |                          |                          |                  |                  |                         |                         |                         |                         |                         |                         |                    |                    |                            |                            |                            |                            |                            |                            |                       |                       |                           |                           |                           |                           |                           |                           |                |                |                |                |  |  |  |  |  |  |  |  |  |  |  |  |  |  |  |  |  |  |  |  |
|  |  |  |  | Султана Марковска (р. 1946)      | Султана Марковска (р. 1946)      | Султана Марковска (р. 1946)      | Султана Марковска (р. 1946)      | Султана Марковска (р. 1946)      | Султана Марковска (р. 1946)      |                          |                          | Миле Марковски (1939 – 1975)  | Миле Марковски (1939 – 1975)  | Миле Марковски (1939 – 1975)  | Миле Марковски (1939 – 1975)  | Миле Марковски (1939 – 1975)  | Миле Марковски (1939 – 1975)  |                          |                          |                          |                          |                  |                  | Бранислава Радосавлевич | Бранислава Радосавлевич | Бранислава Радосавлевич | Бранислава Радосавлевич | Бранислава Радосавлевич | Бранислава Радосавлевич |                    |                    | Любица (Буба) Радосавлевич | Любица (Буба) Радосавлевич | Любица (Буба) Радосавлевич | Любица (Буба) Радосавлевич | Любица (Буба) Радосавлевич | Любица (Буба) Радосавлевич |                       |                       | Горазд Росоклия (р. 1949) | Горазд Росоклия (р. 1949) | Горазд Росоклия (р. 1949) | Горазд Росоклия (р. 1949) | Горазд Росоклия (р. 1949) | Горазд Росоклия (р. 1949) |                |                |                |                |  |  |  |  |  |  |  |  |  |  |  |  |  |  |  |  |  |  |  |  |
|  |  |  |  | Султана Марковска (р. 1946)      | Султана Марковска (р. 1946)      | Султана Марковска (р. 1946)      | Султана Марковска (р. 1946)      | Султана Марковска (р. 1946)      | Султана Марковска (р. 1946)      |                          |                          | Миле Марковски (1939 – 1975)  | Миле Марковски (1939 – 1975)  | Миле Марковски (1939 – 1975)  | Миле Марковски (1939 – 1975)  | Миле Марковски (1939 – 1975)  | Миле Марковски (1939 – 1975)  |                          |                          |                          |                          |                  |                  | Бранислава Радосавлевич | Бранислава Радосавлевич | Бранислава Радосавлевич | Бранислава Радосавлевич | Бранислава Радосавлевич | Бранислава Радосавлевич |                    |                    | Любица (Буба) Радосавлевич | Любица (Буба) Радосавлевич | Любица (Буба) Радосавлевич | Любица (Буба) Радосавлевич | Любица (Буба) Радосавлевич | Любица (Буба) Радосавлевич |                       |                       | Горазд Росоклия (р. 1949) | Горазд Росоклия (р. 1949) | Горазд Росоклия (р. 1949) | Горазд Росоклия (р. 1949) | Горазд Росоклия (р. 1949) | Горазд Росоклия (р. 1949) |                |                |                |                |  |  |  |  |  |  |  |  |  |  |  |  |  |  |  |  |  |  |  |  |
|  |  |  |  |                                  |                                  |                                  |                                  |                                  |                                  |                          |                          |                               |                               |                               |                               |                               |                               |                          |                          |                          |                          |                  |                  |                         |                         |                         |                         |                         |                         |                    |                    |                            |                            |                            |                            |                            |                            |                       |                       |                           |                           |                           |                           |                           |                           |                |                |                |                |  |  |  |  |  |  |  |  |  |  |  |  |  |  |  |  |  |  |  |  |
|  |  |  |  |                                  |                                  |                                  |                                  | Игор Марковски (р. 1963)         | Игор Марковски (р. 1963)         | Игор Марковски (р. 1963) | Игор Марковски (р. 1963) | Игор Марковски (р. 1963)      | Игор Марковски (р. 1963)      |                               |                               | Вени Марковски (р. 1968)      | Вени Марковски (р. 1968)      | Вени Марковски (р. 1968) | Вени Марковски (р. 1968) | Вени Марковски (р. 1968) | Вени Марковски (р. 1968) |                  |                  |                         |                         |                         |                         |                         |                         |                    |                    |                            |                            |                            |                            |                            |                            |                       |                       |                           |                           |                           |                           |                           |                           |                |                |                |                |  |  |  |  |  |  |  |  |  |  |  |  |  |  |  |  |  |  |  |  |